# که بمانی
«میشه بمونی؟» تک‌آهنگی از هنرمند اهل کلمبیا شکیرا است.
این تک‌آهنگ در چارت‌های آمریکا و اسپانیا، در رتبه اول قرار گرفت.